# 로저 리스
로저 리스(Roger Rees, 1944년 5월 5일 ~ 2015년 7월 10일)는 웨일스의 배우, 감독이다.

## 출연 작품
- 스파이 서바이버 (2015)
- 올모스트 퍼펙트 (2011, Almost Perfect)
- 해피 티어스 (2009)
- 더 내로우스 (2008)
- 인베이젼 (2007)
- 이스트 브로드웨이 (2006)
- 트리트먼트 (2006)
- 프레스티지 (2006)
- 가필드 2 (2006)
- 핑크 팬더 (2006)
- 게임 6 (2005)
- 뉴 월드 (2005)
- 고잉 언더 (2004)
- 크레이지 라이크 어 폭스 (2004)
- 텔시 루퍼 가방 2부 (2004)
- 텔시 루퍼 가방 3부 (2003)
- 프리다 (2002)
- 엠퍼러스 클럽 (2002)
- 피터 팬 2 - 리턴 투 네버랜드 (2002)
- 스콜피온 킹 (2002)
- 델라웨이 전투 (2000)
- 블랙 메일 (2000)
- 더블 플레티넘 (1999)
- 한여름 밤의 꿈 (1999)
- 넥스트 스톱 원더랜드 (1998)
- 트러블 온 더 코너 (1997)
- 타이타닉 (1996)
- 파더스 메모리 (1996)
- 맨티스 (1994)
- 타워 (1993)
- 못말리는 로빈 훗 (1993)
- 엄마는 해결사 (1991)
- F학점 첩보원 (1991)
- 마운틴 오브 더 문 (1990)
- 넥스트 (1989)
- 에보니 타워 (1984)
- 크리스마스 캐롤 (1984)
- 사이공: 고양이의 해 (1983)
- 스타 80 (1983)
- 맥베스 (1979)

### 텔레비전
- 치어스 (1989-93)
- 웨스트 윙 (2000-05)
- 웨어하우스 13 (2009-13)